# Warunek ograniczający decyzję
Warunek ograniczający decyzję – warunek ograniczający przestrzeń decyzyjną do pewnego podzbioru decyzji. Po uwzględnieniu wszystkich warunków ograniczających otrzymujemy zbiór decyzji dopuszczalnych.
Warunki ograniczające mogą być sformułowane w taki sposób, że zbiór decyzji dopuszczalnych jest zbiorem pustym. W takim wypadku niemożliwy jest wybór decyzji optymalnej, decydent musi albo zaniechać podjęcia decyzji (co często samo w sobie jest już jakąś decyzją) lub też szukać rozwiązania poza zbiorem decyzji dopuszczalnych czyli de facto przeformułować problem decyzyjny.
Warunki ograniczające można podzielić ze względu na ich wpływ na zbiór decyzji optymalnych na:
- warunki sztywne - usunięcie warunku powoduje zmianę zbioru decyzji optymalnych
- warunki luźne - usunięcie warunku nie powoduje zmiany zbioru decyzji optymalnych